# Chalfant Valley
Chalfant Valley (también conocido como Chalfant) es un lugar designado por el censo ubicado en el condado de Mono en el estado estadounidense de California. En el año 2010 tenía una población de 651 habitantes.

## Geografía
Chalfant Valley se encuentra ubicado en las coordenadas 37°31′42″N 118°21′49″O / 37.52833, -118.36361.